# Brookesia tristis
Brookesia tristis (Брукезія сумна) — вид ящірок з роду Брукезія з родини Хамелеонів.

## Опис
Загальна довжина досягає 30—36,5 мм. Спостерігається статевий диморфізм: самиці більші за самців. Голова широка. Відрізняється від всіх брукезій наявністю 3 збільшених горбків на бічній поверхні голови. Уздовж хребта тягнуться 2 невеликих гребінця. Присутні добре розвинені бічні шипи на хвості конусоподібної форми. Гіпеніс з невеликими апікальними хребцями. Забарвлення піщано-сіре, на спині є невеликі темні цяточки.

## Спосіб життя
Полюбляє лісисту місцину, пагорби, проте не підіймається високо у гори. Зустрічається на висоті до 150 м над рівнем моря. увесь час проводить на деревах. харчується дрібними безхребетними.
Самиця відкладає до 2 яєць.

## Розповсюдження
Мешкає на о.Мадагаскар у районі гори Французької.